# Wostok (Rosja)
Wostok – osiedle typu miejskiego w Rosji, w Kraju Nadmorskim. W 2010 roku liczyło 4103 mieszkańców.